# Duiventoren (Bellem)

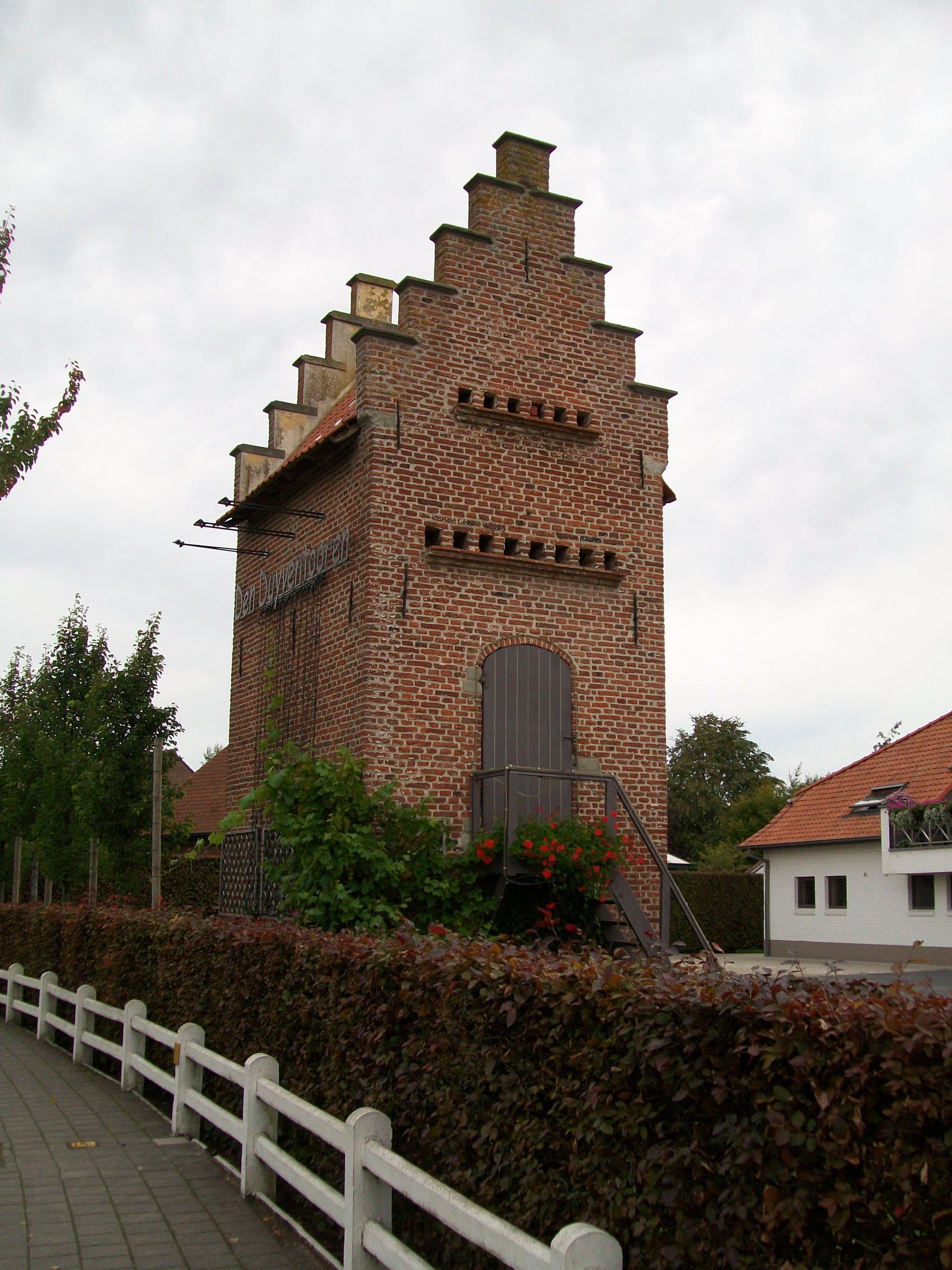
Duiventoren

De duiventoren is een monument in de tot de Oost-Vlaamse gemeente Aalter behorende plaats Bellem, gelegen aan Bellemdorpweg 68.
Op deze plaats lag een omgrachte hoeve, die al in de 16e eeuw werd vermeld. De duiventoren staat op het erf van de hoeve, die echter geheel vernieuwd is. Van de omgrachting is nog een deel bewaard gebleven.
De huidige duiventoren stamt uit de 18e eeuw. Het is een bakstenen bouwwerk op vierkante plattegrond onder zadeldak tussen twee trapgevels. Boven elkaar bevinden zich acht respectievelijk zes vluchtgaten.